# 三木雄馬
三木 雄馬（みき ゆうま、1984年2月3日 - ）は、日本のバレエダンサー。徳島県徳島市出身。血液型はA型。身長174cm。

## 経歴
幼少の頃にクラシックバレエを島田輝記、穴見志保巳に師事。1998年に大阪にあるソウダ・バレエスクールに入所し宗田静子、夏山周久、原田高博に師事。
2000年にロシア国立ワガノワバレエアカデミーに留学。ナタリア・ドゥジンスカヤ、V.デスニンスキー、V.ツヴェトコフに師事。卒業公演にて「ドン・キホーテ」のグラン・パドゥドゥを踊り、ガラコンサートのラストを務める。Y.ペトーホフ率いるロシア国立アカデミックバレエシアターに異例の最年少ファーストソリストとして入団し入団1週間にして「白鳥の湖」でデビュー。
2002年にはリエティ・イタリア国際コンクールにて東洋人としては初のファイナリストに選ばれた。また同年の第15回全日本バレエコンクールで第1位となった。

## 受賞
- リエティ・イタリア国際コンクール ファイナリスト(2002年)
- 第15回全日本バレエコンクール第1位(2002年)
- 文部科学大臣賞受賞(2002年)
- 芸術文化奨励賞受賞(2003年)
- とくしま芸術文化奨励賞（2013年）